# Зоологический музей (Киль)
Зоологический музей в Киле (нем. Zoologisches Museum Kiel) — зоологический музей при Кильском университете в Киле (Шлезвиг-Гольштейн, Германия). Основан немецким зоологом и ботаником Карлом Мёбиусом, здание спроектировано архитектором Мартином Гропиусом. В музее представлены систематика, эволюция, тропическая и немецкая фауна, экология бабочек и история зоологии в Киле.

## Коллекция
Коллекции музея включают образцы, собранные Иоганном Даниэлем Майором, Иоганном Христианом Фабрицием и Христианом Рудольфом Вильгельмом Видеманном. Здесь представлены образцы морских зоологических экспедиций: экспедиции «Галатеи» (1845—1847); экспедиции «Альбатроса» (1876—1885); немецкой планктонной экспедиции 1889 года; первой немецкой глубоководной экспедиции 1898—1899 годов и первой немецкой южнополярной экспедиции 1901—1903 годов.
Всего музей включает ок. 400 тыс. образцов. Коллекции являются основой таксономически систематического, экологического и биогеографически ориентированного фундаментального исследования, а также прикладных исследований, связанных с окружающей средой. Одной из основных задач музея является сохранение и поддержание этих ценных коллекций.

## Галерея

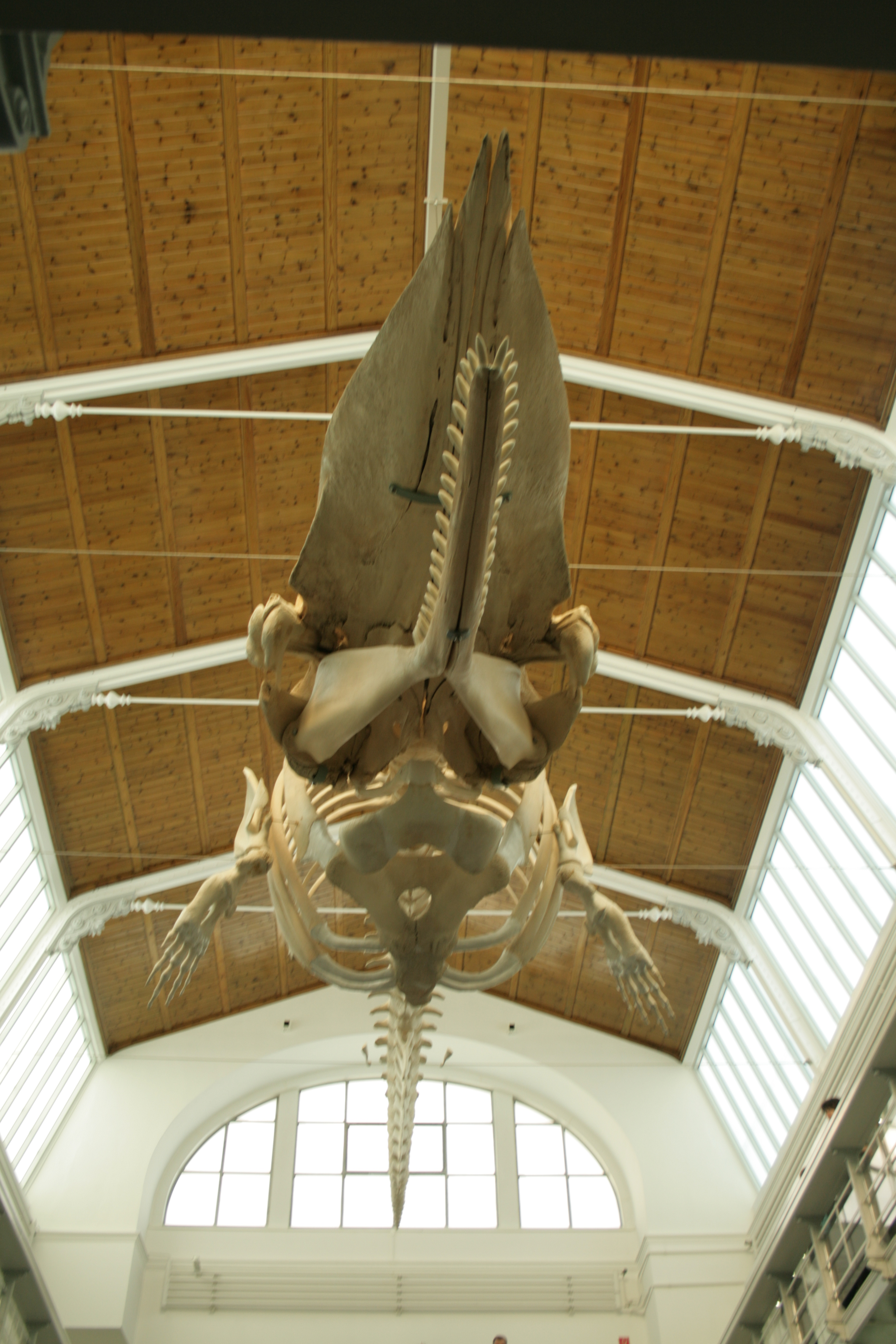
Скелет кашалота в центральном зале музея
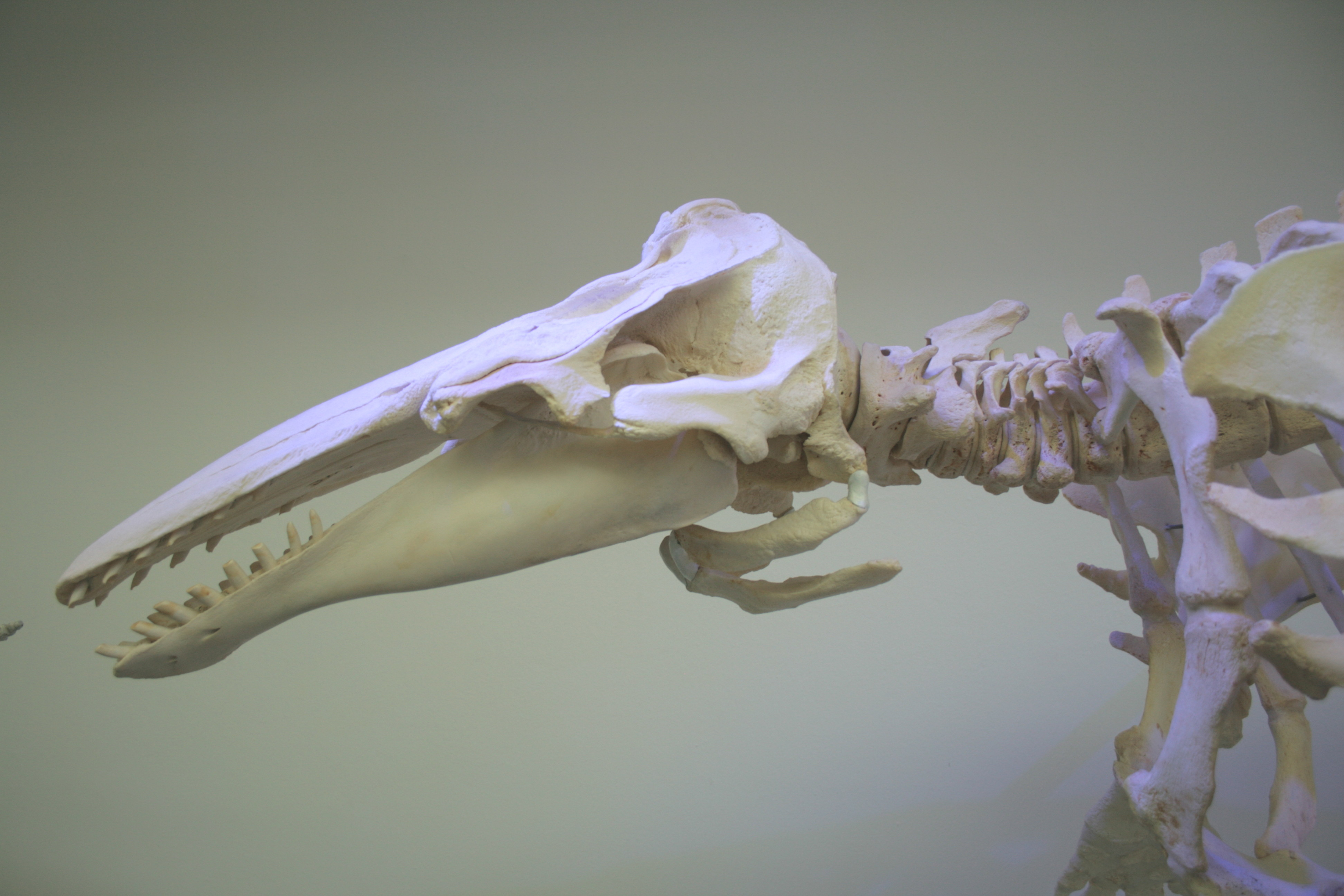
Скелет белухи
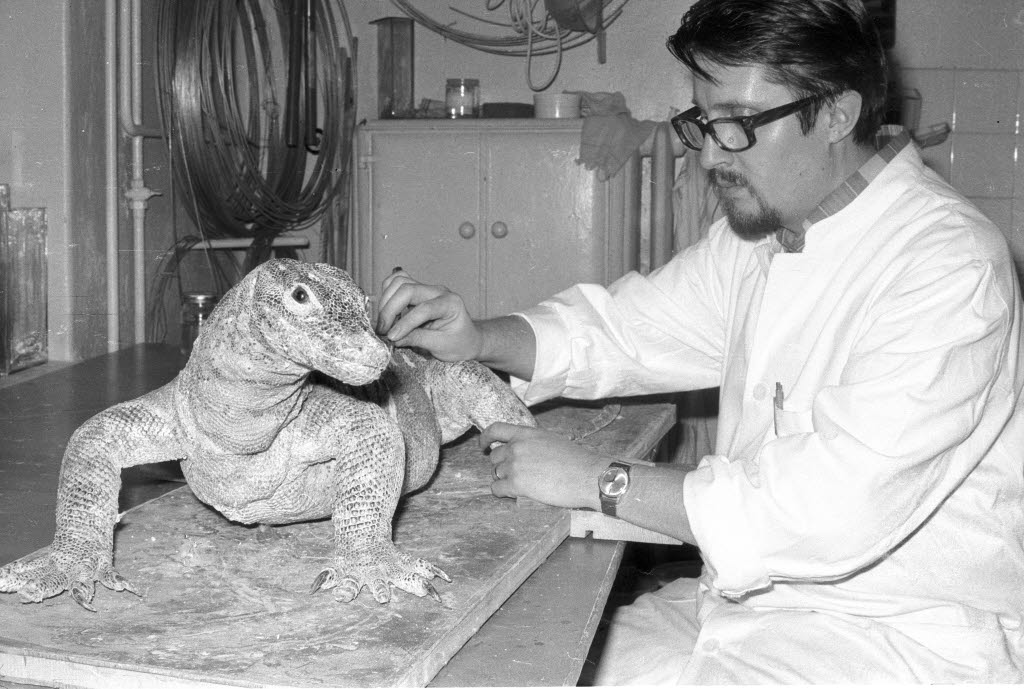
Подготовка музейного экспоната